# Aqrah
Aqrah (in curdo Akrê‎; in arabo: عقرة) è una città nell'Iraq settentrionale, nel Governatorato di Ninawa e nel Kurdistan iracheno.
Fino al 1991 la città e il distretto omonimo erano parte del governatorato di Dahuk.
Secondo un calcolo del 2013 la città ha una popolazione di 28.448 abitanti.
La città è stata sede di un'eparchia della Chiesa cattolica caldea, che dal 2018 è unita all'arcieparchia di Mosul e Aqra dei Caldei.